# Fissidens intromarginatus
Fissidens intromarginatus är en bladmossart som beskrevs av Georg Friedrich von Jaeger 1869. Fissidens intromarginatus ingår i släktet fickmossor, och familjen Fissidentaceae. Inga underarter finns listade i Catalogue of Life.